# Hampusperä
Hampusperä är en i väster avskiljd del av sjön Pesiöjärvi i Finland.   Den ligger i landskapet Kajanaland, i den centrala delen av landet, 600 km norr om huvudstaden Helsingfors. Hampusperä ligger 219 meter över havet. Den ligger vid sjön Pesiöjärvi. == Kommentarer ==
1. ↑  Framräknat ur höjduppgifter (DEM 3") från Viewfinder Panoramas.[2] Mer om algoritmen finns här: Användare:Lsjbot/Algoritmer.